# Ali Mabkhout
Ali Ahmed Mabkhout Mohsen Omaran Alhajeri (arabul: علي احمد مبخوت محسن عمران الهاجري; Abu-Dzabi, 1990. október 5. –), gyakran Ali Mabkhout, egyesült arab emírségekbeli válogatott labdarúgó, az Al Jazira Club csatára.
Gyakran a legenda után "kis Adnan Al Talyaniként" jellemzik. Nagyszerű fizikai adottságai és sebessége van.